# Heart Aerospace ES-19
Die Heart Aerospace ES-19 war ein sich in Entwicklung befindendes Elektroflugzeug des Start-up-Luftfahrtunternehmens Heart Aerospace aus Schweden. Die aktuell geplante Version ist die Heart Aerospace ES-30.

## Konzept
Das Flugzeug sollte ursprünglich nach dem CS-23-Standard mit dem Level 4 der EASA zertifiziert werden. Damit sind maximal 19 Passagiere und eine maximale Abflugmasse von 19.000 lb (8.618 kg) möglich. Es wäre damit das nach der Passagierzahl größte vollelektrisch betriebene Passagierflugzeug.
Am 16. Juni 2022 gab das Unternehmen bekannt, das Flugzeug nach dem höherwertigen CS-25-Standard zertifizieren zu wollen.
Heart Aerospace will mit der ES-19 den brachliegenden Markt der 19-sitzigen Regionalflugzeuge wiederbeleben. Die Investoren bestätigen diese Ausrichtung – insbesondere Mesa Airlines als ehemals größter Flottenbetreiber von 19-sitzigen Passagierflugzeugen plant mit preisgünstig zu betreibenden Elektroflugzeugen den Markt der Kurzstreckenflüge wieder zu beleben.
Seit September 2022 wird das um zwei Reserve-Turbogeneratoren erweiterte Flugzeugkonzept für 30 Passagiere mit drei Sitzen je Reihe als ES-30 vermarktet. Die Generatoren sollen idealerweise mit Sustainable Aviation Fuel (SAF, Biokerosin) betrieben werden.

## Vermarktung
Die finnische Linienfluggesellschaft Finnair unterzeichnete im März 2021 eine Absichtserklärung zur Beschaffung von 20 Flugzeugen, um das Ziel der Klimaneutralität bis zum Jahr 2045 zu erreichen.
Am 13. Juli 2021 gab die US-amerikanische Linienfluggesellschaft United Airlines die Vertragsunterzeichnung zum Kauf von 100 ES-19 bekannt, die ab 2026 eingesetzt werden sollen.
Die Mesa Air Group kündigte ebenfalls die Beschaffung von 100 ES-19 für die Mesa Airlines an.
Im Oktober 2022 hat die portugiesische Airline Sevenair bekannt gegeben, eine Absichtserklärung für den Kauf unterzeichnet zu haben.

## Konstruktion
Der Rumpf des Schulterdeckers mit T-Leitwerk und Bugradfahrwerk wird konventionell aus Aluminium bestehen. Das Flugzeug soll vier Propellertriebwerke erhalten und Batterien verwenden, die auch in Elektroautos genutzt werden. Die 7-Blatt-Propeller der Antriebe sollen vom deutschen Hersteller MT-Propeller geliefert werden.
Am 26. November 2021 gab Heart Aerospace die Zusammenarbeit mit Aernnova Aerospace zur Konstruktion und zum Bau des Flugzeugs bekannt.
Am 17. Dezember 2021 startete erstmals ein 1:5-Modell der Heart ES-19 vom Flughafen Göteborg/Säve zu einem erfolgreichen Testflug.
Ende März 2023 gab der Hersteller eine Zusammenarbeit bei der Batterieentwicklung mit dem britischen Rüstungs- und Luftfahrtkonzern BAE Systems bekannt.

## Technische Daten
| Kenngröße             | Daten (geplant)                     |
| --------------------- | ----------------------------------- |
| Besatzung             | 2                                   |
| Passagiere            | 19                                  |
| Startstrecke          | 750 m                               |
| Höchstgeschwindigkeit | 215 kn (ca. 400 km/h)               |
| Reichweite            | 400 km                              |
| Triebwerke            | 4 Elektromotoren mit jeweils 400 kW |